# بعثة الكراسي المتحركة المجانية
بعثة الكراسي المتحركة المجانية هي منظمة إنسانية دولية غير ربحية دينية، توفر الكراسي المتحركة للأشخاص ذوي الاحتياجات الخاصة في الدول النامية، للذين لا يملكون كراسي متحركة أو غير قادرين على شرائها، والذي يُقدر عددهم بأكثر من 70 مليون شخص حسب تقديرات منظمة الصحة العالمية.

## التَأثِير
قدمت بعثة الكراسي المتحركة المجانية أكثر من 1.3 مليون كرسي متحرك للمحتاجين في أكثر من 94 دولة.
| الدول التي تساعدها بعثة الكراسي المتحركة المجانية | الدول التي تساعدها بعثة الكراسي المتحركة المجانية | الدول التي تساعدها بعثة الكراسي المتحركة المجانية |
| ------------------------------------------------- | ------------------------------------------------- | ------------------------------------------------- |
| أفغانستان                                         | غانا                                              | باكستان                                           |
| ألبانيا                                           | غواتيمالا                                         | بنما                                              |
| أنغولا                                            | غينيا                                             | بابوا غينيا الجديدة                               |
| الأرجنتين                                         | غيانا                                             | باراغواي                                          |
| أرمينيا                                           | هايتي                                             | بيرو                                              |
| بنغلاديش                                          | هندوراس                                           | الفلبين                                           |
| بيلاروس                                           | الهند                                             | رومانيا                                           |
| بليز                                              | إندونيسيا                                         | رواندا                                            |
| بنين                                              | العراق                                            | ساموا                                             |
| بوليفيا                                           | جامايكا                                           | السنغال                                           |
| بوتسوانا                                          | الأردن                                            | سيراليون                                          |
| البرازيل                                          | كازاخستان                                         | صوماليلاند                                        |
| بوروندي                                           | كينيا                                             | جنوب إفريقيا                                      |
| كمبوديا                                           | قرغيزستان                                         | سريلانكا                                          |
| الكاميرون                                         | لاوس                                              | السودان                                           |
| تشيلي                                             | لبنان                                             | سوريا                                             |
| الصين                                             | ليسوتو                                            | تنزانيا                                           |
| كولومبيا                                          | ليبيريا                                           | تايلاند                                           |
| جزر القمر                                         | مدغشقر                                            | التبت                                             |
| كوستاريكا                                         | مالاوي                                            | توغو                                              |
| كوبا                                              | ماليزيا                                           | تونغا                                             |
| جمهورية الكونغو الديمقراطية                       | مالي                                              | ترينيداد وتوباغو                                  |
| جيبوتي                                            | موريتانيا                                         | أوغندا                                            |
| جمهورية الدومينيكان                               | المكسيك                                           | أوكرانيا                                          |
| الإكوادور                                         | مولدوفا                                           | الإمارات العربية المتحدة                          |
| مصر                                               | المغرب                                            | أوزبكستان                                         |
| السلفادور                                         | موزمبيق                                           | فيتنام                                            |
| إسواتيني                                          | نيبال                                             | اليمن                                             |
| إثيوبيا                                           | نيكاراغوا                                         | زامبيا                                            |
| فيجي                                              | النيجر                                            | زيمبابوي                                          |
| الغابون                                           | نيجيريا                                           |                                                   |

تأسست هذه المنظمة التي يقع مقرها في إيرفين بكاليفورنيا على يد الدكتور دون شويندورفر، الحاصل على درجة الدكتوراه في الهندسة الطبية الحيوية من معهد ماساتشوستس للتكنولوجيا ويملك أكثر من 60 براءة اختراع. في عام 2008، حصل شويندورفر على وسام الشرف المدني فوق وما بعده من الجنرال المتقاعد كولن باول في حفل أقيم في مقبرة أرلينغتون الوطنية.
تشمل الجوائز الأخرى التي حصلت عليها المنظمة و/أو مؤسسها، جائزة كلاسي للصحة والرفاهية في عام 2012؛ وشهادة تقدير خاصة من مجلس النواب الأمريكي في عام 2010؛ وجائزة صورة الرحمة – الخدمة الدولية من مبادرات البيت الأبيض في عام 2008؛ وجائزة نداء الخدمة من البيت الأبيض في عام 2007؛ وبيان من عمدة شيكاغو ريتشارد إم دالي في عام 2007؛ وجائزة حلم رائد الأعمال من جامعة لويولا ماريماونت في عام 2006؛ وشهادة تقدير من مجلس ولاية كاليفورنيا في عام 2006؛ وجائزة أفضل منظمة غير ربحية في مقاطعة أورانج من مجلة أوك كوست كوست في عام 2014.
وزعت بعثة الكراسي المتحركة المجانية بالتعاون مع مجموعات أخرى تشاركها نفس الأهداف كراسي متحركة في أكثر من 94 دولة نامية حول العالم، في منتصف عام 2017 كانت المنظمة قد وزعت مليون كرسي متحرك.
تُقدَّم الكراسي المتحركة بفضل التبرعات الخاصة والعامة، بما في ذلك الأفراد والمجموعات والشركات والكنائس والجامعات والمؤسسات. لتوفير التكاليف وضمان جودة الإنتاج، تُشحن الكراسي المتحركة من المصنع بواسطة الحاويات وتُجمَع من قبل شركاء توزيع معتمدين مسبقًا في البلدان المستفيدة، الذين يتولون بعد ذلك توزيعها وتقديمها للمستفيدين.

## كتاب العجلات المعجزة
في 6 ديسمبر 2022، أصدر الدكتور دون شويندورفر كتابًا بعنوان العجلات المعجزة: قصة مهمة جلب التنقل إلى العالم. يشارك فيه شويندورفر القصة وراء عجلات المعجزة التي غيرت حياة أكثر من 1.3 مليون شخص من ذوي الاحتياجات الخاصة في 94 دولة نامية.

## الكراسي المتحرّكة
تشمل الكراسي المتحركة المجانية لبعثة الكراسي المتحركة الكرسي المتحرك GEN_1، التصميم الأصلي. والكرسي المتحرك GEN_2، هو أكثر تخصيصًا وملاءمة حصل على تصريح من إدارة الغذاء والدواء في عام 2012؛ والكرسي المتحرك GEN_3، وهو نسخة من GEN_2 قابلة للطي لتسهيل النقل والتخزين حصل على تصريح إدارة الأغذية والعقاقير في عام 2013.
تصدر GEN_1 عناوين الصحف بسبب تصميمه الجديد البسيط والثوري في الوقت نفسه، من كرسي بلاستيكي أبيض إلى أداة تنقل متعددة الأغراض لذوي الاحتياجات الخاصة.
تأتي GEN_2 و GEN_3 بأربعة أحجام: صغير ومتوسط وكبير وكبير جدًا، ويمكن تعديلها بحيث تكون مناسبة لكل الأشخاص.

## الاعتراف
في أغسطس 2019، قام الأمير هاري وميغان بتسليط الضوء على المنظمة من خلال حسابه على موقع إنستغراب، إلى جانب منظمات أخرى بما في ذلك شبكة يوم الأرض ومؤسسة بلينك ناو.